# 172. strelska divizija (ZSSR)
172. strelska divizija (izvirno rusko 172. стрелковая дивизия; kratica 172. SD) je bila strelska divizija Rdeče armade v času druge svetovne vojne.

## Zgodovina
Divizija je bila ustanovljena leta 1941 v Simferopolu in bila uničena julija istega leta v Mogilevu. Ponovno je bila ustanovljena še istega leta s preoblikovanjem 3. krimske strelske divizije. Julija 1942 je bila uničena v Sevastopolu. Tretjič je bila ustanovljena oktobra 1942.